# کالینووکا-بستره
کالینووکا-بستره (به لهستانی:  Kalinówka-Bystry) یک روستا در لهستان است که در گمینا روتکی واقع شده‌است.
 کالینووکا-بستره  ۷۰ نفر جمعیت دارد.